# Метакса

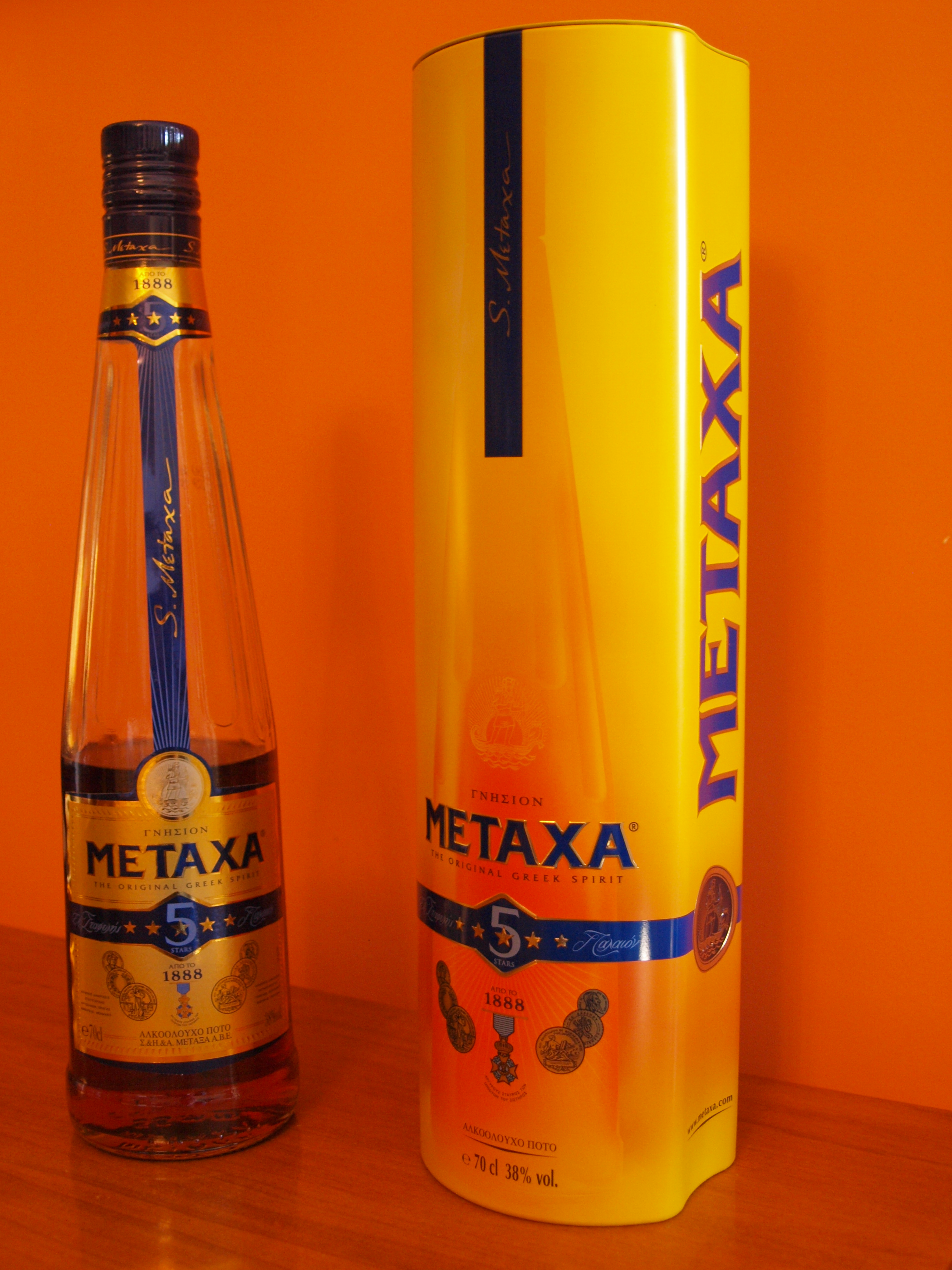
5 зірок

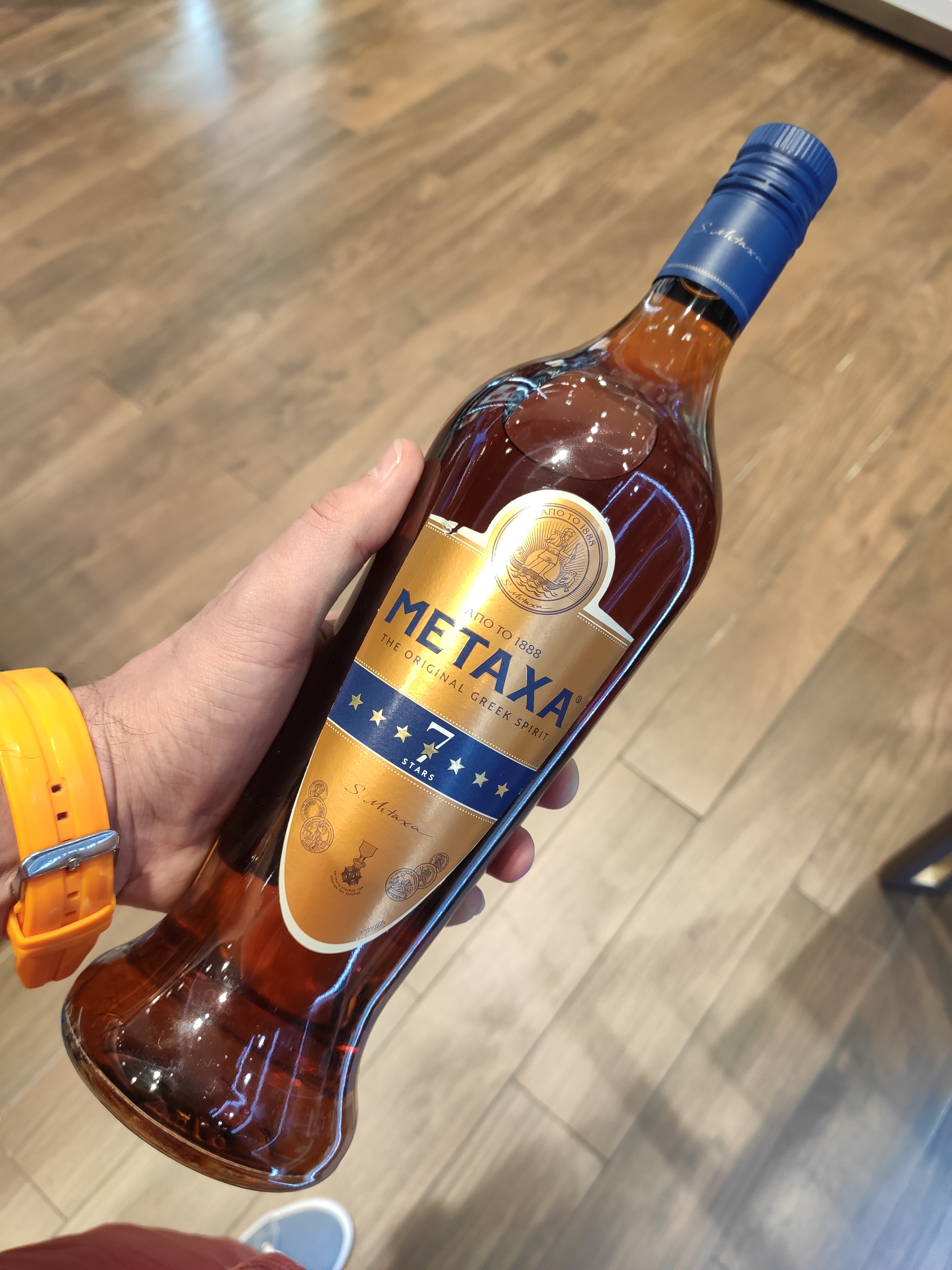
7 зірок

Метакса (грец. Μεταξά) — грецька марка виноградного бренді, заснована в 1888 році Спіросом Метаксосом.
Виготовляється шляхом перегону білого й червоного вина. У період старіння бренді набуває багатьох різних ароматів. Різні види відрізняються не лише терміном витримки, а й своїми смаковими якостями.

## Історія
Першу фабрику для виробництва нового напою побудували в Піреї в 1888 році. Під час земляних робіт випадково знайшли стародавню грецьку монету — згодом вона стала фірмовою емблемою напою.
На етикетках пляшок, що експортувалися в інші країни, напій був названий коньяком.
Після Другої світової війни, на підставі вимог виробників міцних напоїв з французького міста Коньяк, всім, крім них, заборонили використовувати це слово в назві напоїв. «Метаксу» не стали офіційно називати і «бренді».

## Сорти
Метакса виготовляється трьох основних сортів:
- 3 зірки (як мінімум, трирічної витримки);
- 5 зірок (як мінімум, п'ятирічної витримки);
- 7 зірок (як мінімум, семирічної витримки).
- «Metaxa Grand Fine» (витримка 8-15 років)
- «Metaxa Private Reserve» (з додаванням спиртів 70-річної витримки з винотеки Будинки Метакса)
- «Metaxa Angel's Treasure»
- «Metaxa Honey Shot» (з додаванням меду чайної троянди)
- «Metaxa AEN» (випущена в 2008 році на честь 120-річчя бренду з додаванням спиртів 80-річної витримки, настояну на цедрі червоних апельсинів і смажених волоських горіхах).

Винятково на території Греції поширюються також сорти 12 та 30 зірок.